# Doforo
Doforo est un village de la commune de Belel situé dans la région de l'Adamaoua et le département de la Vina au Cameroun.

## Population
En 1967, Doforo comptait 130 habitants, principalement des Peuls.
Lors du recensement de 2005, 1 462 personnes y ont été dénombrées dont 1 064 pour Doforo I et 398 pour Doforo II.